# Liga Premier de Bangladés 2022-23
La Liga Premier de Bangladés 2022-23 fue la 15.ª edición del torneo más importante de fútbol en Bangladés, desde su establecimiento. El torneo comenzó el 9 de diciembre de 2022 y finalizó el 22 de julio de 2023.

## Sistema de competición
Los once equipos jugaron un torneo de todos contra todos, por lo que cada club jugó frente a los rivales dos veces, una como local y otra como visitante. Dado que el número de participantes fue impar, por cada fecha hubo un equipo que estuvo libre. Por lo tanto, se jugó un total de 110 partidos, con 20 compromisos desarrollados por cada equipo.

## Equipos participantes
Para esta temporada, once equipos disputaron el torneo, donde se tuvo como novedades los ascensos de los clubes Fortis y AFC Uttara, provenientes de la segunda categoría. Al término de la temporada anterior, el Uttar Baridhara Club y Swadhinata fueron los que descendieron luego de culminar en los dos últimos lugares. El Saif Sporting Club se retiró de la Liga Premier por problemas económicos.

### Ascensos y descensos
| Pos. | Descendidos de la Liga Premier de Bangladés 2021-22 |
| ---- | --------------------------------------------------- |
| 11.º | Uttar Baridhara                                     |
| 12.º | Swadhinata                                          |

| Pos. | Ascendidos de la Bangladés Championship League 2021-22 |
| ---- | ------------------------------------------------------ |
| 1.º  | Fortis                                                 |
| 2.º  | AFC Uttara                                             |

### Estadios y ciudades
| Club                    | Ciudad     | Estadio                          | Capacidad |
| ----------------------- | ---------- | -------------------------------- | --------- |
| AFC Uttara              | Mymensingh | Estadio Rafiq Uddin Bhuiyan      | 25 000    |
| Bangladés Police        | Mymensingh | Estadio Rafiq Uddin Bhuiyan      | 25 000    |
| Bashundhara Kings       | Daca       | Bashundhara Kings Arena          | 14 000    |
| Chittagong Abahani Ltd. | Daca       | Estadio Nacional Bangabandhu     | 36 000    |
| Abahani Limited Dhaka   | Daca       | Estadio Nacional Bangabandhu     | 36 000    |
| Mohammedan Dhaka        | Daca       | Estadio Nacional Bangabandhu     | 36 000    |
| Sheikh Jamal            | Daca       | Estadio Nacional Bangabandhu     | 36 000    |
| Muktijoddha Sangsad     | Gopalganj  | Estadio Sheikh Fazlul Haque Mani | 5000      |
| Fortis                  | Rajshahi   | Estadio Muktijuddho Sriti        | 10 000    |
| Rahmatganj MFS          | Munshiganj | Estadio Munshiganj               | 10 000    |
| Sheikh Russel           | Daca       | Bashundhara Kings Arena          | 14 000    |

## Desarrollo

### Tabla de posiciones
| Pos. | Equipo                  | Pts. | PJ | G  | E | P  | GF | GC | Dif. | Clasificación 2024-25               |
| ---- | ----------------------- | ---- | -- | -- | - | -- | -- | -- | ---- | ----------------------------------- |
| 1    | Bashundhara Kings (C)   | 55   | 20 | 18 | 1 | 1  | 51 | 13 | +38  | Liga AFC                            |
| 2    | Abahani Limited Dhaka   | 40   | 20 | 12 | 4 | 4  | 45 | 18 | +27  | Liga AFC                            |
| 3    | Bangladesh Police       | 35   | 20 | 10 | 5 | 5  | 39 | 21 | +18  | Posible clasificación a la Liga AFC |
| 4    | Mohammedan Dhaka        | 32   | 20 | 9  | 5 | 6  | 38 | 21 | +17  |                                     |
| 5    | Sheikh Russel           | 30   | 20 | 8  | 6 | 6  | 33 | 30 | +3   |                                     |
| 6    | Sheikh Jamal            | 24   | 20 | 5  | 9 | 6  | 25 | 33 | −8   |                                     |
| 7    | Fortis                  | 23   | 20 | 5  | 8 | 7  | 23 | 25 | −2   |                                     |
| 8    | Chittagong Abahani Ltd. | 21   | 20 | 4  | 9 | 7  | 26 | 35 | −9   |                                     |
| 9    | Rahmatganj              | 19   | 20 | 4  | 7 | 9  | 15 | 31 | −16  |                                     |
| 10   | Muktijoddha Sangsad     | 15   | 20 | 4  | 3 | 13 | 19 | 42 | −23  |                                     |
| 11   | Uttara (D)              | 5    | 20 | 0  | 5 | 15 | 10 | 56 | −46  | Descenso de categoría               |

 Fuente: Flashscore

### Resultados
| Local \ Visitante       | UTA | BAS | BPC | ABA | CHI | FOR | MOH | MUK | RAH | SHE | RUS |
| ----------------------- | --- | --- | --- | --- | --- | --- | --- | --- | --- | --- | --- |
| Uttara                  |     | 1–1 | 0–7 | 0–7 | 1–1 | 0–1 | 0–6 | 0–1 | 2–3 | 1–3 | 1–1 |
| Bashundhara Kings       | 3–0 |     | 1–0 | 1–0 | 2–0 | 4–1 | 2–1 | 4–0 | 2–0 | 3–0 | 3–1 |
| Bangladesh Police       | 4–0 | 2–1 |     | 0–0 | 1–1 | 4–2 | 0–0 | 6–1 | 2–0 | 1–2 | 1–3 |
| Abahani Limited Dhaka   | 1–0 | 1–2 | 4–1 |     | 5–1 | 1–1 | 2–0 | 3–2 | 4–0 | 3–0 | 3–1 |
| Chittagong Abahani Ltd. | 1–0 | 0–3 | 2–3 | 3–2 |     | 0–0 | 1–2 | 2–0 | 2–2 | 1–1 | 2–4 |
| Fortis                  | 4–0 | 0–2 | 1–1 | 0–2 | 1–1 |     | 0–1 | 2–0 | 0–0 | 1–1 | 0–1 |
| Mohammedan Dhaka        | 6–0 | 0–1 | 1–1 | 1–1 | 2–2 | 3–4 |     | 2–0 | 3–1 | 1–1 | 1–2 |
| Muktijoddha             | 1–1 | 1–3 | 0–1 | 1–0 | 1–2 | 1–1 | 1–6 |     | 1–2 | 2–3 | 1–0 |
| Rahmatganj              | 1–0 | 0–4 | 0–2 | 1–2 | 1–0 | 1–1 | 0–1 | 0–2 |     | 0–0 | 0–0 |
| Sheikh Jamal            | 3–3 | 1–3 | 1–0 | 1–2 | 2–2 | 0–3 | 0–1 | 1–1 | 2–2 |     | 3–2 |
| Sheikh Russel           | 1–0 | 4–6 | 1–2 | 2–2 | 2–2 | 2–0 | 2–0 | 3–2 | 1–1 | 0–0 |     |